# انگوین دین باک
انگوین دین باک (انگلیسی: Nguyễn Đình Bắc؛ زادهٔ ۱۹ اوت ۲۰۰۴) بازیکن فوتبال اهل ویتنام است.
وی همچنین در تیم‌های ملی فوتبال زیر ۲۳ سال ویتنام و ویتنام بازی کرده‌است.